# Thorectes coloni
Thorectes coloni là một loài bọ cánh cứng trong họ Geotrupidae. Loài này được miêu tả khoa học năm 1998 bởi Ruiz.